# نانسی سیمونز
نانسی سیمونز (به انگلیسی: Nancy Simons) (زادهٔ ۲۰ مهٔ ۱۹۳۸) شناگر اهل ایالات متحده آمریکا است.